# Краљевина Илирија (1816—1849)
Краљевина Илирија је била једна од крунских земаља (круновина) Аустријског царства. Постојала је од 1816. до 1849. године и обухватала је делове данашње Словеније, Хрватске, Аустрије и Италије. Главни град је била Љубљана. Формирана је након аустријске победе над Наполеоном, на северном делу територије бивших Наполеонових Илирских провинција. Просторни опсег ове круновине мењан је у више наврата (1822, 1825). Након укидања, 1849. године, територија краљевине је подељена између Крањске, Корушке и Аустријског приморја.

## Историја
У августу 1813. године, Аустријско царство се придружило Рату шесте коалиције против Француског царства. Аустријске трупе, под заповедништвом генерала Кристофа Латермана, извршиле су успешан продор према француским Илирским провинцијама, заузевши ту територију. Већ у септембру 1813. године, Латерман је именован за привременог цивилног и војног гувернера Илирије, новостворене аустријске територије под привременим режимом управе, који је потрајао све до 1816. године, када је озваничено стварање Краљевине Илирије као пуноправне аустријске круновине.
Аустријска је Илирија у неколико наврата реорганизована у административном и територијалном погледу. Делила се на два обласна гувернерства, са седиштима у Љубљани и Трсту, а свако се гувернерство даље делило на мање управне округе, са седиштима у Љубљани, Новом Месту, Постојини, Целовцу и Вилаху, односно Трсту, Пазину, Горици и (до 1822. године) Ријеци и Карловцу.

## Срби у аустријској Краљевини Илирији
У границама аустријске Краљевине Илирије живеле су и разне српске заједнице, настањене у појединим аустро-илирским градовима, што се у првом реду односило на Србе у Трсту, који су у том граду имали бројну и добро организовану парохију при српској православној Цркви Светог Спиридона. Мање српске заједнице живеле су и у неким местима Истре (првенствено Перој и Пула), односно Крањске (Љубљана), као и на подручју Беле крајине, где су били староседеоци још од 16. века. Исто се односило и на српске заједнице у окрузима Карловачком и Ријечком, који су већ 1822. издвојени из састава аустријске Илирије.